# 북면초등학교 (전북)
북면초등학교는 대한민국 전북특별자치도 정읍시 북면 한교리에 있는 공립 초등학교이다.

## 학교 연혁
- 1929년 7월 5일 북면공립보통학교 개교
- 1938년 4월 1일 북면공립심상소학교로 개칭
- 1941년 4월 1일 북면공립국민학교로 개칭
- 1950년 6월 1일 보성국민학교 분리
- 1964년 3월 3일 영산국민학교 분리
- 1981년 3월 5일 병설유치원 인가
- 1989년 7월 5일 개교 60주년 기념 행사
- 1996년 3월 1일 북면초등학교로 개칭
- 2014년 3월 1일 제28대 최정순 교장 부임
- 2016년 2월 6일 제84회 졸업(8,110명)
- 2016년 3월 1일 8(1)학급 편성운영(병설유치원 1학급)
- 2017년 2월 10일 제85회 졸업(8,134명)
- 2017년 3월 1일 제29대 최승관 교장 부임
- 2017년 3월 1일 8(1)학급 편성운영(병설유치원 1학급)

## 참고 자료
- 북면초등학교 - 한국교육학술정보원 학교알리미